# Office Depot
Die ODP Corporation (früher Office Depot) ist ein 1986 gegründeter Anbieter von Bürobedarf und -dienstleistungen aus den USA. Der Hauptfirmensitz befindet sich in Delray Beach, Florida. Das Unternehmen beschäftigt weltweit rund 20.000 Mitarbeiter und setzte im Jahr 2023 rund 7,8 Mrd. USD um.

## Produktpalette
Zu den Produkten des Unternehmens gehören Büroartikel, IT-Produkte, Büromöbel sowie Bürodienstleistungen wie Kopieren, Drucken, Mailen und Dokumentenvervielfältigung. Office Depot verkauft seine Produkte und Dienstleistungen über verschiedene Vertriebswege in 59 Ländern, insbesondere in 1.656 Einzelhandelsgeschäften, über Mitarbeiter im direkten Vertrieb und im eCommerce. Zu den Produktnamen gehören Office Depot, Tech Depot, Viking Office Products, Viking Direct, Guilbert und 4sure.com.

## Unternehmensgeschichte

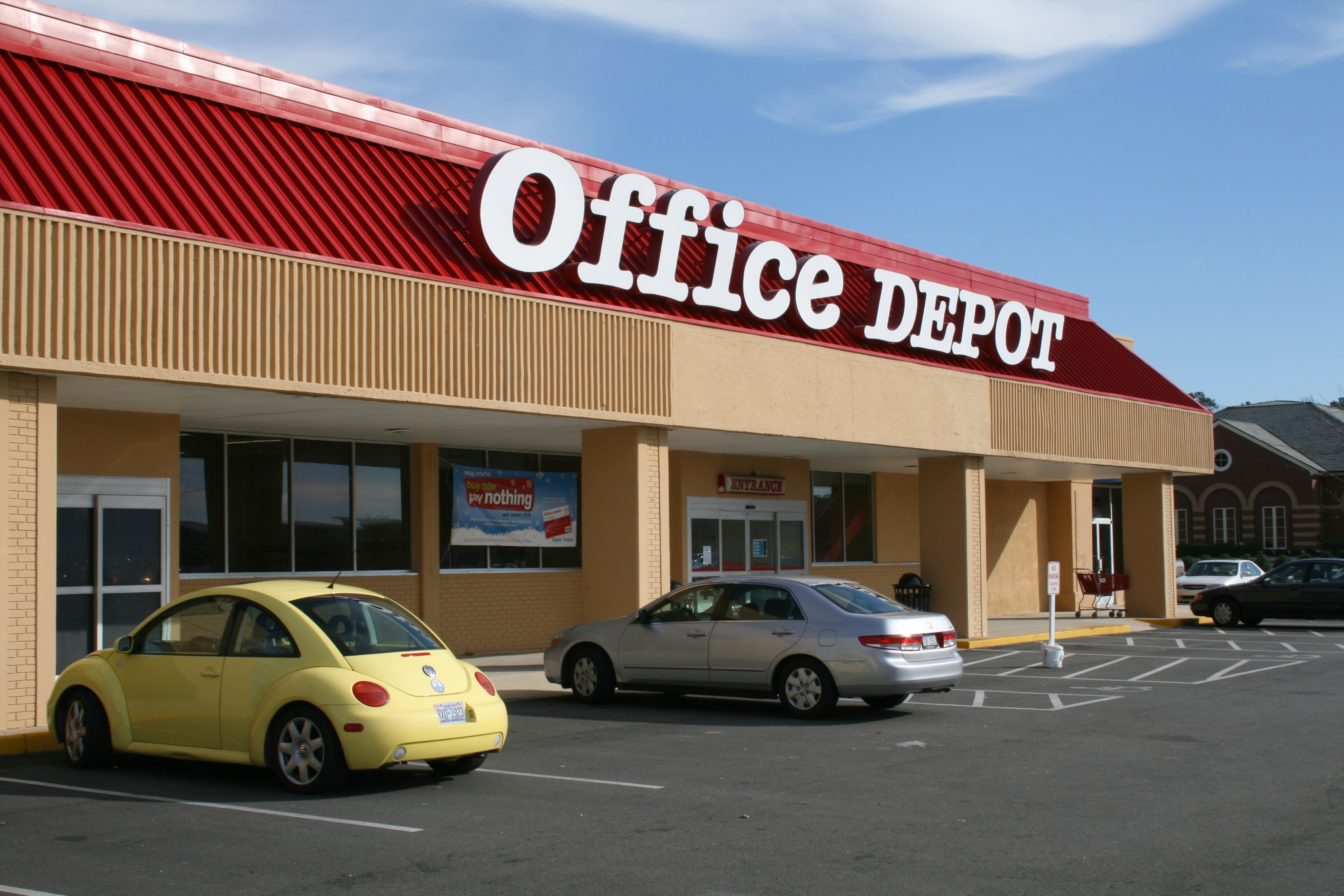
Eine Office-Depot-Filiale in Durham (North Carolina)

Office Depot wurde im März 1986 von F. Patrick Sher gegründet, im Oktober 1986 eröffnete in Lauderdale Lakes, Florida, USA, das erste Ladengeschäft.
1988 ging Office Depot an die Börse und wurde im NASDAQ und S&P600 gelistet.
Von 1994 bis 2013 war Office Depot mit einem Joint Venture in Mexiko vertreten. Diesen 50-%-Anteil verkaufte man knapp 20 Jahre später an den lateinamerikanischen Partner Grupo Gigante auf Drängen eines gewichtigen Investors.
1998 fand ein Zusammenschluss mit Viking Office Products, einem Direktvermarkter von Büroartikeln in Europa und Australien, statt. Seit diesem Zeitpunkt ist die International Division des Unternehmens gleichzeitig unter den Markennamen Office Depot und Viking aktiv.
Im Jahr 2000 führte Office Depot den Vertriebskanal „Vertragskundengeschäft“ in Großbritannien und Irland ein und weitete ihn auf vier weitere Länder aus. Mit der Übernahme von Guilbert S.A. baute Office Depot 2003 das Vertragskundengeschäft weiter aus. Seit Ende 2006 sind Geschäft und Kunden von Guilbert vollständig in das Office-Depot-Geschäft integriert.
Im Jahr 2006 erwarb Office Depot eine Mehrheitsbeteiligung an Best Office in Südkorea und einen Mehrheitsanteil an AsiaEC, einem Lieferanten von Büroartikeln und -dienstleistungen in China. Im selben Jahr erhöhte das Unternehmen seine Beteiligung an Office Depot Israel auf einen Mehrheitsanteil und übernahm darüber hinaus Papirius s.r.o., ein tschechisches Business-to-Business-Handelsunternehmen für Büroartikel und -dienstleistungen.
Ende 2007 betrieb die International Division als hundertprozentige Eigentümerin bzw. über Mehrheitsbeteiligungen eine große Anzahl an Büromärkten in Frankreich, Japan, Ungarn, Israel und Südkorea. Außerdem partizipiert Office Depot über Lizenz- und Vertriebsvereinbarungen an fast 100 Büromärkten in Südkorea und Thailand.
Im Jahr 2008 starteten Office Depot und Reliance Retail Limited ein Joint Venture, um Geschäftskunden in Indien Büroartikel und -dienstleistungen anzubieten. Dieser Schritt markierte den Markteintritt in Indien. Um den Markteintritt des Joint Ventures zu beschleunigen, übernahmen Office Depot und Reliance außerdem das Unternehmen eOfficePlanet.
Im selben Jahr gingen Office Depot und das Unternehmen bigboXX.com eine strategische Partnerschaft ein, um Büroartikel und -dienstleistungen für Geschäftskunden in Hongkong anzubieten. Ebenfalls 2008 ebnete die Kooperation mit Netbizz Office Supplies den Eintritt in den Markt in Singapur.
Im Sommer 2008 erwarb Office Depot eine Mehrheitsbeteiligung an AGE, einem schwedischen Unternehmen für Bürobedarf.
2009 schloss Office Depot mit Alshaya, einem Handelsunternehmen im Mittleren Osten, ein Franchiseabkommen. Ziel war die Eröffnung neuer Office-Depot-Einzelhandelsgeschäfte in verschiedenen Ländern im Mittleren Osten in den kommenden Jahren. Im Jahr 2009 eröffnete das erste partnerschaftliche Einzelhandelsgeschäft in Kuwait. Zeitgleich erfolgte die Eröffnung des neuen israelischen Büros und Distributionszentrums.
In Europa errichtete Office Depot in Großostheim (Deutschland) und Zwolle (Niederlande) neue Distributionszentren und startete mit Tele Account Management Teams in der Tschechischen Republik und der Slowakei. Der europäische Sitz befindet sich im niederländischen Venlo. Der Schweizer Hauptsitz samt Logistikzentrum liegt in Lenzburg.
2010 unterzeichnete Office Depot ein Abkommen mit dem finnischen Einzelhändler Bruce Campbell Ltd Oy. Dadurch wurde AGE, ein schwedisches Bürobedarfsunternehmen in der Region, zum uneingeschränkten Eigentum von Office Depot. Mitte des Jahres gab das Unternehmen seine Absicht zum Verkauf und zur Rücklizenzierung von Office Depot Israel bekannt. Gleichzeitig wurde in Dubai die zweite Alshaya-Filiale eröffnet und das B2B-Geschäft in Kuwait und Dubai eingeführt. Das Unternehmen eröffnete darüber hinaus drei neue Filialen in Frankreich und gab seine Partnerschaft mit Casio in Frankreich für den Verkauf des Videoprojektors „Revolution“ bekannt. In der Tschechischen Republik startete Office Depot für Unternehmer und Kleinunternehmen (SMB) einen neuen Online-Shop. Im vierten Quartal ging Office Depot eine Partnerschaft mit Xerox ein, um in Deutschland Managed Print Services anzubieten.
Ende 2016 verkaufte Office Depot sein Europageschäft an das deutsche Investmentunternehmen Aurelius. Die Übernahme wurde am 2. Januar 2017 abgeschlossen. Im Jahr 2016 beschäftigte das Unternehmen in Europa rund 6.000 Mitarbeiter und erzielte einen Umsatz von rund 2 Mrd. Euro.
Im Oktober 2017 übernahm Office Depot das IT-Unternehmen CompuCom Systems. Beglichen wurde der Preis durch die Ausgabe neuer Aktien und die Übernahme von Schulden im Wert von insgesamt einer Milliarde US-Dollar.
Im selben Monat erfolgte die Übernahme von Complete Office Solutions für 150 Mio. US$.
Seit Juli 2020 firmiert das Holdingunternehmen, das im NASDAQ börsengelistet ist, als ODP Corporation. Office Depot operiert weiter als Tochtergesellschaft.
Im März 2021 wurde bekannt gegeben, dass der italienische Ableger der Unternehmensgruppe an den französischen Büromaterial- und Möbellieferanten Bruneau verkauft wurde und damit nicht mehr in Italien präsent ist. Hintergrund ist dabei nach eigener Aussage die vollständige Konzentration auf die Märkte in D-A-CH, Benelux und das Vereinigte Königreich/Irland. Zuvor wurde schon im Jahr 2020 das spanische Einzelhandel-Geschäft unter Viking an Bruneau veräußert sowie Office Depot Nordics durch ein Management-Buy-out an Frank Egholm, unterstützt durch Family-Office.
Im August 2021 wurde bekannt gegeben, dass Aurelius den Verkauf von Viking und Office Depot Europe an den strategischen Käufer Raja Group unterzeichnet hat. Ende desselben Jahres wurde die Transaktion abgeschlossen.